# 20. granátnická divize SS (1. estonská)
20. Waffen-Grenadier Division der SS (estnische Nr. 1) byla divize Waffen-SS, která bojovala ve druhé světové válce.

## Historický kontext
Dne 16. června 1940 začala sovětská armáda obsazovat Estonsko. 21. června byl proveden puč ve spolupráci estonských komunistů a sovětských vojenských jednotek, a hned následovaly kruté represe proti estonskému obyvatelstvu. Po zahájení německého útoku na Sovětský svaz 22. června 1941 tak většina Estonců viděla v Německu osvoboditele od sovětských okupantů a doufala v brzké obnovení estonské nezávislosti. Počáteční nadšení poněkud pohaslo poté, co bylo Estonsko začleněno do sestavy Německé říše jako část Říšského komisariátu Ostland, přesto se však mnozí Estonci dobrovolně podíleli jak na vyhlazovací politice nacistů, tak i na boji proti Sovětskému svazu.
Když začalo být Němcům zřejmé, že porážka SSSR bude trvat mnohem déle, přistoupili k náboru estonských dobrovolníků a 1. října 1942 byla oficiálně vytvořena Estonská legie (německy: Estnische Legion). Příslušníci legionu prodělávali výcvik pod německým vedením (generál SS, Franz Augsberger) a v květnu 1943 byl legion pojmenován jako 3. estonská dobrovolnická brigáda SS a zařazen do VIII. sboru Skupiny armád Sever. Brigáda se podílala především na protipartyzánských akcích v Pobaltí a Bělorusku a do října 1943 dosáhla stavu přibližně 5.000 mužů.
V lednu 1944 se Rudé armádě podařilo prolomit severní německou frontu, vyprostit Leningrad z obklíčení a sovětská vojska pak postupovala Pobaltím k estonským hranicím. Estonská brigáda byla nasazena do obrany a utrpěla těžké ztráty. 31. ledna vyhlásily německé okupační úřady v Estonsku všeobecnou mobilizaci. Současně byla vytvořena 20. estonská divize SS a zbytky brigády posloužily jako její kádr. Poslední předválečný předseda estonské vlády Jüri Uluots, který byl dosud proti vojenské účasti Estonců na německé straně, 7. února v rozhlasové výzvě mobilizaci podpořil jako možnost pro budoucí obnovu estonské armády. Do vznikající divize byly začleněny všechny dosud existující estonské dobrovolnické jednotky a dokonce i estonská policie. 20. granátnická divize SS (1. estonská) byla oficiálně zformována 26. května 1944.

## Organizační struktura divize

### Velitelé
Podle:  
- SS-Brigadeführer Franz Augsberger (20. srpen 1942 – 19. březen 1945)
- SS-Brigadeführer Berthold Maack (20. březen 1945 – 8. květen 1945)

### Náčelníci štábu
- SS-Obersturmbannführer Emil Rehfeldt (1. červenec, 1943 – 31. říjen, 1944)
- SS-Sturmbannführer Hans-Joachim Mützelfeldt (1. listopad, 1944 – březen, 1945)

### Proviantní důstojník
- SS-Haupsturmführer R. Bösel (1. srpen, 1944 – březen, 1945)

### Zpravodajský důstojník divize
- SS-Unterturmführer G. Kraushaar (duben, 1944 – říjen, 1944)
- SS-Sturmbannführer W. Krüger

### Intendant divize
- SS-Sturmbannführer Emil von Pistor

### Bojová struktura
Podle:

#### 3. Estnische SS-Freiwilligen Brigade, říjen 1943
- 42. SS-Freiwilligen Regiment (přečíslován na 45. v listopadu 1943)
- 43. SS-Freiwilligen Regiment (přečíslován na 46. v listopadu 1943)
- SS-Flak-Abteilung 53
- SS-Panzerjäger-Abteilung 53
- SS-Nachrichten-Kompanie 53
- SS-Feldersatz-Battalion 53
- SS-Ausbildung- und Ersatz-Regiment 33
- SS-Artillerie-Abteilung 53

#### 20. Waffen-Grenadier Division der SS (estnische Nr. 1), Narva 1944
- Waffen-Grenadier-Regiment der SS 45 Estland (estnisches Nr.1)
- Waffen-Grenadier-Regiment der SS 46 (estnisches Nr. 2)
- Waffen-Grenadier-Regiment der SS 47 (estnisches Nr. 3)
- Waffen-Artillerie-Regiment der SS 20
  - SS-Waffen-Füsilier-Bataillon 20
  - SS-Waffen-Panzerjäger-Abteilung 20
  - SS-Waffen-Flak-Abteilung 20
  - SS-Waffen-Pionier-Bataillon 20
  - SS-Waffen-Nachrichten-Abteilung 20
  - SS-Waffen-Feldersatz-Bataillon 20
  - SS-Waffen-Ausbildungs-und-Ersatz-Regiment 20
  - Versorgungseinheiten 20

### Početní stavy divize
Podle:  
| Měsíc     | Rok  | Počet |
| 17. duben | 1944 | 7760  |
| Červen    | 1944 | 13423 |
| 20. září  | 1944 | 15382 |